# Rhetus periander
Rhetus periander là một loài bướm ngày thuộc họ Riodinidae. Nó được tìm thấy ở hầu hết Trung Mỹ và Nam Mỹ, dãi từ México đến Brasil và Argentina.

## Phụ loài
Các phụ loài gồm:
- Rhetus periander periander (Surinam)
- Rhetus periander laonome (Colombia)
- Rhetus periander arthuriana (Goiás, Brazil)
- Rhetus periander naevianus (Honduras to Costa Rica)
- Rhetus periander eleusinus (Brazil: São Paulo, Santa Catarina và Rio de Janeiro)

## Hình ảnh

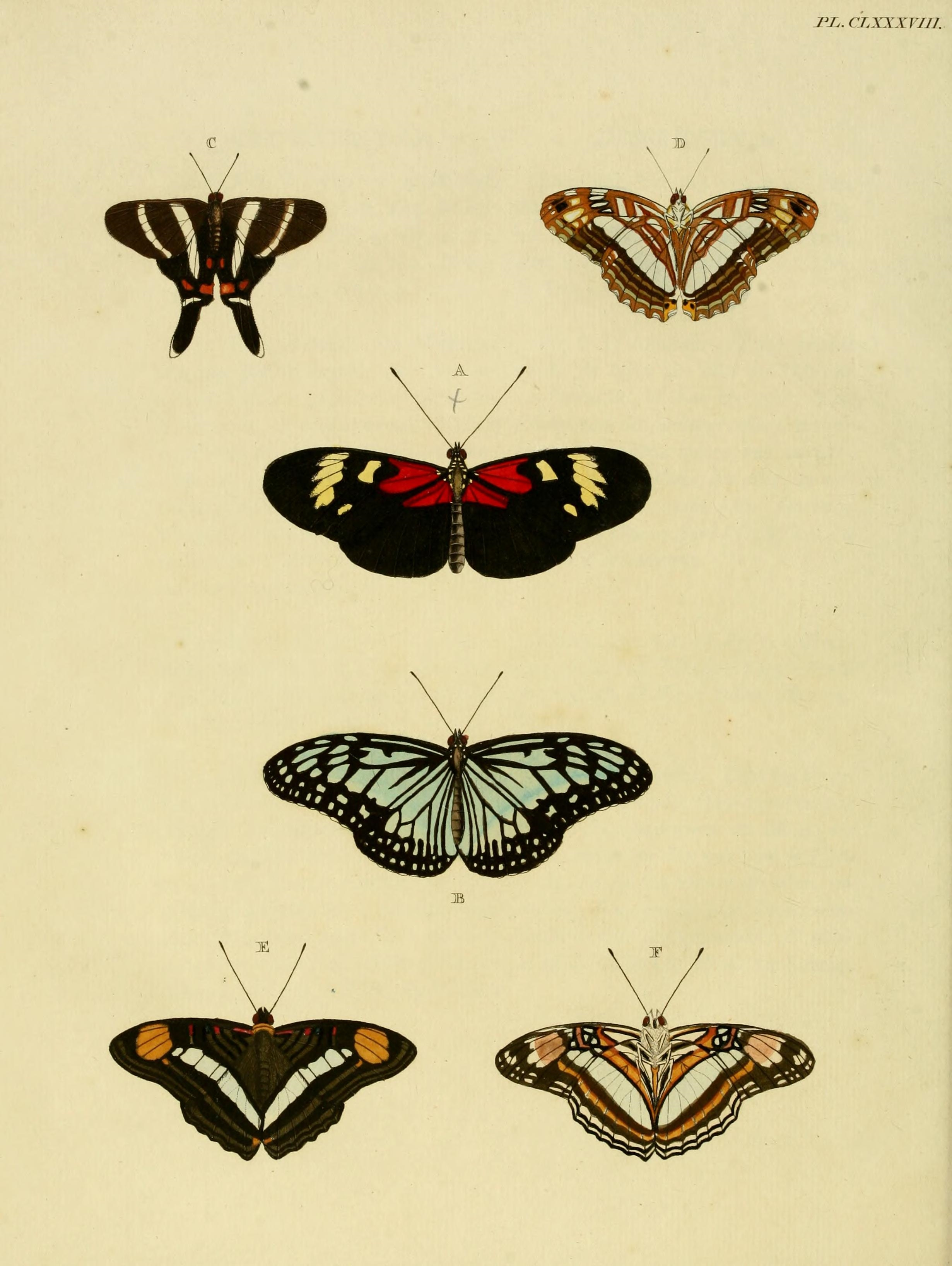
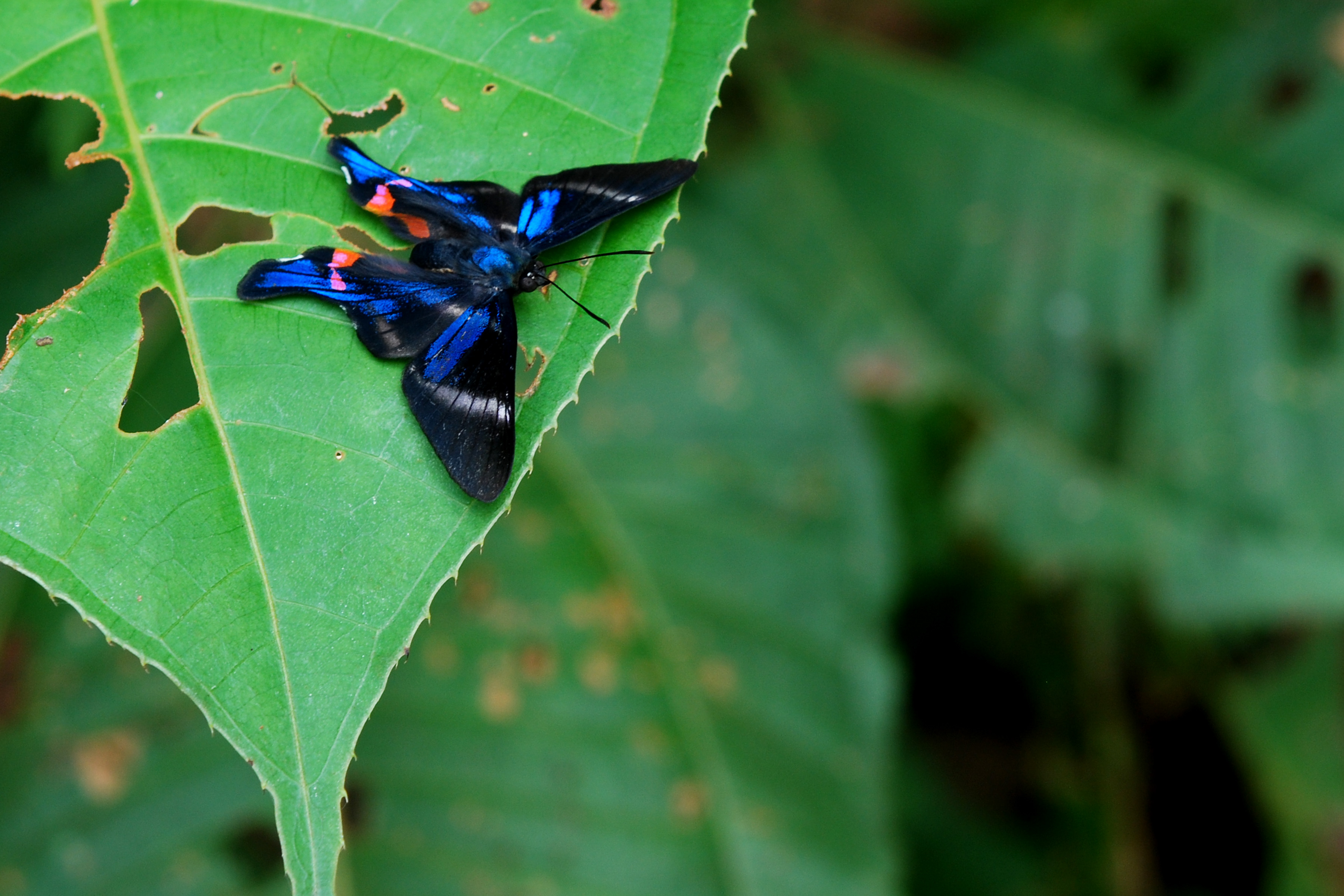
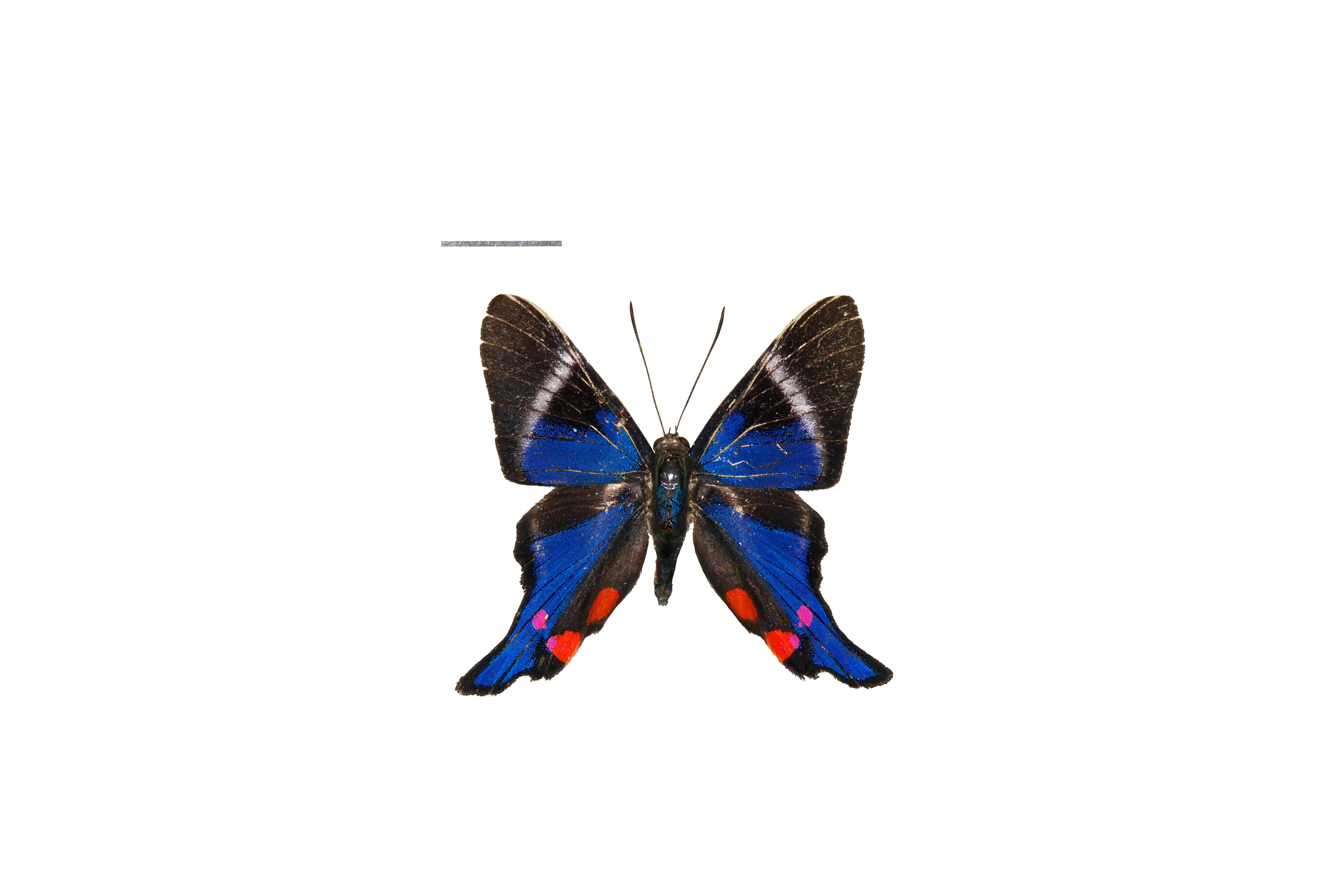
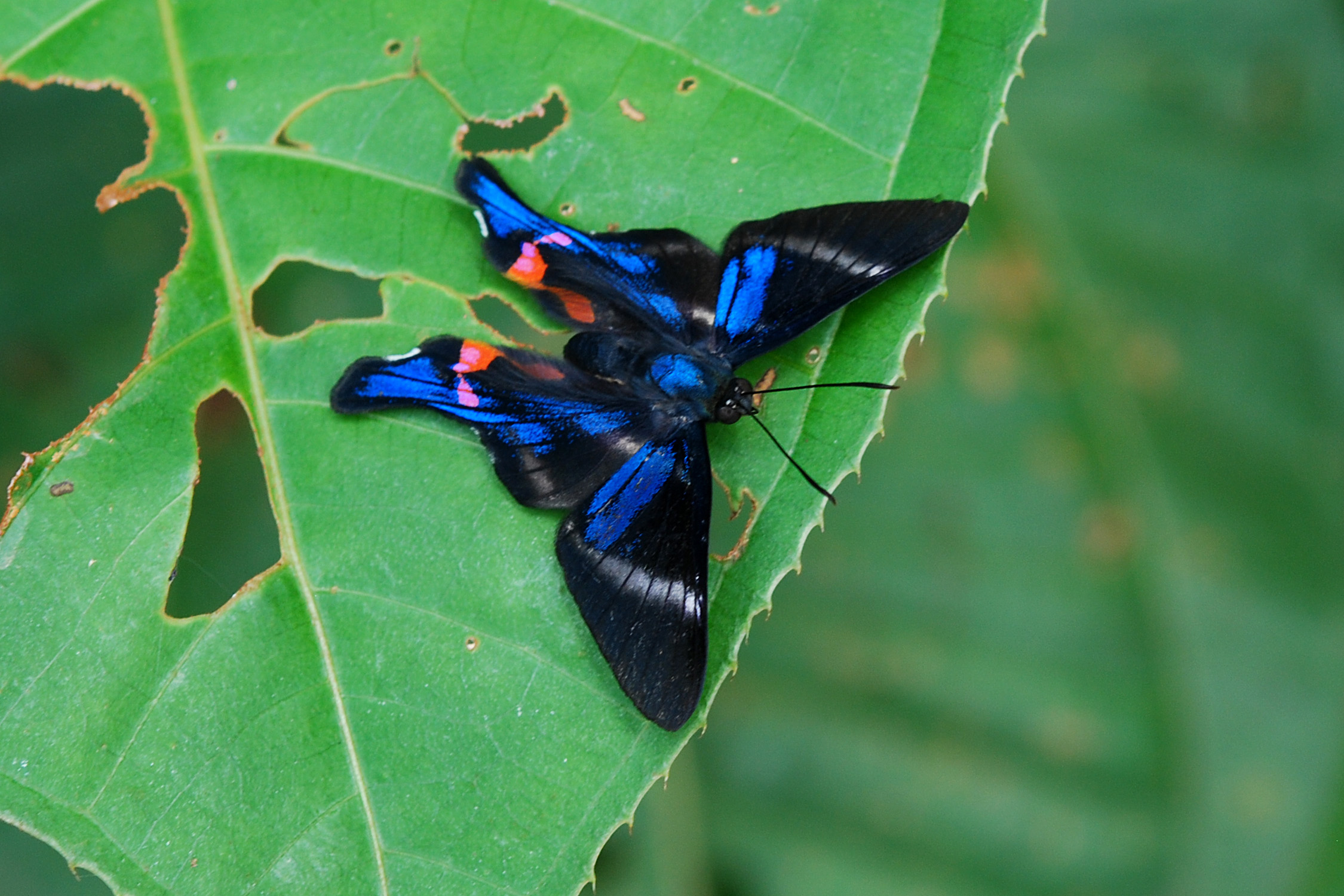